# FURPS
Metoda FURPS byla vytvořena společností Hewlett-Packard na základě potřeby definovat, jak poznat a ověřit kvalitu dodávaného software. První zmínky o této metodě pocházejí z roku 1986 a veřejně myšlenky publikovali Robert Grady a Deborah Caswell v knize „Software Metrics: Establishing a Company–Wide Program“ v roce 1987.
FURPS se dívá na kvalitu software nebo informačního systému z pěti základních hledisek: funkčnost, užitečnost, spolehlivost, výkon a rozšiřitelnost. Metoda definuje na nejvyšší úrovni, co by mělo být hodnoceno, ale nespecifikuje, jakým způsobem mají být oblasti hodnoceny. V těchto jednotlivých oblastech musí být dále vytvářeny konkrétní metriky a jejich hodnoty. Pokud chcete dodávat zákazníkům opravdu dobrý software, tak je vhodné začít už při plánování testování zohledňovat tyto oblasti.
Hlediska (dimenze) kvality Software
• F (functionality) – funkčnost
Zaměřuje se na hlavní funkčnosti a schopnosti programu (chování), zda software naplňuje požadavky byznysu a podporuje byznys procesy.
• U (usability) – vhodnost k použití
Hodnotí se zejména z pohledu koncového uživatele; jak snadno lze aplikaci použít, jakým celkovým dojmem působí aplikace, dokumentace a školící materiály.
• R (reliability) – spolehlivost
Jedná se o hodnocení četnosti a závažnost chyb, přesnosti zpracování vstupů a výstupů.
Pro vyjádření spolehlivosti se často používá metrika MTBF (mean time between failures), což je střední doba mezi chybami nebo selháními. V této oblasti se také sledují možnosti obnovení provozu a zotavení se z výpadku. Patří sem také zátěžové testy a testy zotavení aplikace po selhání některých komponent řešení.
• P (performance) – výkon
Hodnocení celkové rychlosti odezev systému a zpracování klíčových byznys aktivit. Zároveň se sledují i technické parametry testovaného systému, např. vytížení zdrojů OS, zatížení síťového provozu, rozložení zátěže na jednotlivé komponenty systému.
• S (supportability) – schopnost být udržována
Dalším hlediskem hodnocení je oblast údržby a podpory aplikace, její testovatelnosti. V této oblasti se taktéž hodnotí i přizpůsobitelnost a rozšiřitelnost o nové vlastnosti. Důležitá je také schopnost zapojení aplikace do existujících procesů podpory a údržby SW.

## Častá rozšíření
V poslední době se metoda FURPS rozšířila o znaménko +, na FURPS+. Postupem času totiž přestaly jednotlivé kategorie dostačovat, a proto bylo zavedeno toto „plus“, které označuje, že je metoda rozšířena o další dílčí elementy nebo podoblasti.
- Implementace – různá omezení, jazykové mutace, speciální nástroje a HW
- Rozhraní – efektivita rozhraní na externí IT systémy
- Operační systémy – speciální požadavky na OS a jeho případnou úpravu, včetně návrhu další správy
- Obchodní a právní aspekty – licencování a případná právní omezení pro různé demografické regiony